# Déborah Lukumuena
Déborah Lukumuena est une actrice française, née le 4 décembre 1994 à Villeneuve-Saint-Georges (Val-de-Marne).
En 2017, elle reçoit le César de la meilleure actrice dans un second rôle pour son premier film, Divines.

## Biographie
Déborah Lukumuena naît le 4 décembre 1994 à Villeneuve-Saint-Georges (Val-de-Marne) Quatrième enfant d'une fratrie de cinq, elle grandit à Épinay-sous-Sénart dans une famille d'origine congolaise. Après son baccalauréat, elle obtient une licence en lettres. Durant ses études, elle découvre la série Les Tudor et l'interprétation de Jonathan Rhys-Meyers lui donne envie de jouer au cinéma,.
Elle répond à une petite annonce de casting, dans l'idée d'obtenir un emploi de figurante, mais elle est retenue pour interpréter l'un des rôles principaux du film Divines de Houda Benyamina. Ce film la révèle.
Pour ce rôle, elle reçoit, ex æquo avec sa partenaire Oulaya Amamra, le prix de la meilleure actrice aux Journées cinématographiques de Carthage en 2016, puis le prix Lumières du meilleur espoir féminin lors de la cérémonie de 2017. La même année, elle obtient le César de la meilleure actrice dans un second rôle, devenant la plus jeune et la première actrice noire à recevoir ce prix. Elle intègre ensuite le Conservatoire national supérieur d'art dramatique.
Déborah Lukumuena apparaît dans un clip vidéo de Charlotte Abramow, utilisant la chanson Les Passantes de Georges Brassens, diffusé le 8 mars 2018 à l'occasion de la Journée internationale des femmes. Cette même année, elle est également à l'affiche du film Les Invisibles, avec Audrey Lamy et Corinne Masiero ; cette comédie de Louis-Julien Petit est consacrée aux femmes qui vivent entre la rue et les centres d’hébergement.
Début 2019, elle joue au théâtre Gérard-Philipe à Saint-Denis, interprétant Anguille, personnage du roman de l'écrivain comorien Ali Zamir, Anguille sous roche, dans une adaptation mise en scène par Guillaume Barbot. Parlant du mode d'expression d'Ali Zamir, elle explique que « c'est une langue extrêmement riche, avec beaucoup de couleurs, de relief, qui mêle différents niveaux de registres et qui finit, comme l'anguille, par vous glisser entre les mains et vous échapper ». Elle précise aussi : « L'influence de ma culture congolaise est sans doute là, dans mon phrasé, ma manière de dire, influencée par la musicalité du lingala que je parle à la maison. »

## Filmographie
Sauf indication contraire, les informations mentionnées dans cette section peuvent être confirmées par les bases de données cinématographiques IMDb et Allociné,  présentes dans la section « Liens externes ».

### Cinéma
Longs métrages
- 2016 : Divines de Houda Benyamina : Maimouna
- 2018 : Roulez jeunesse de Julien Guetta : Lou
- 2018 : Les Invisibles de Louis-Julien Petit : Angélique
- 2021 : Robuste de Constance Meyer : Aïssa
- 2021 : Entre les vagues d'Anaïs Volpé : Alma
- 2022 : Last Dance de Delphine Lehericey : Marjanne
- 2023 : Girl d'Adura Onashile : Grace
- 2025 : Toutes pour une de Houda Benyamina : Portau
- 2025 : Banger de So Me : Tabitha
- 2025 : Le Grand Déplacement de Jean-Pascal Zadi

Courts métrages
- 2021 : Loving de Thibaut Buccellato
- 2022 : Championne d'elle même : Neila

### Télévision
Séries
- 2017 : Tunnel de Anders Engström : Manu (saison. 3, épisode 2)
- 2020 : Narvalo de Matthieu Longatte : Norah (3 épisodes)
- 2020 : Dix pour cent de Antoine Garceau : Djamila Guerroub (saison 4)
- 2021 : Mental de Slimane-Baptiste Berhoun : Max (web série, saison 2)
- 2021 : H24 de Charlotte Abramow (épisode 6)

Téléfilms
- 2020 : Apprendre à t'aimer de Stéphanie Pillonca-Kervern
- 2021 : Belle, belle, belle de Anne Depétrini : Selma

### Clips
- 2018 : Les Passantes de Georges Brassens, réalisé par Charlotte Abramow
- 2022 : Clit Is Good de Suzane, réalisé par Charlotte Abramow

## Théâtre
- 2019 : Anguille sous roche, adaptation du roman d'Ali Zamir, mise en scène par Guillaume Barbot, théâtre Gérard-Philipe à Saint-Denis
- 2025 : Les Monologues du vagin d'Eve Ensler, mise en scène Aurore Auteuil, Studio Marigny

## Distinctions
Sauf indication contraire, les informations mentionnées dans cette section peuvent être confirmées par les bases de données cinématographiques IMDb et Allociné,  présentes dans la section « Liens externes ».
- Journées cinématographiques de Carthage 2016 : prix de la meilleure actrice pour Divines (ex æquo avec Oulaya Amamra)
- Prix Lumières 2017 : meilleur espoir féminin pour Divines (ex æquo avec Oulaya Amamra)
- César 2017 : meilleure actrice dans un second rôle pour Divines
- Trophées francophones du cinéma 2017 : meilleur second rôle féminin pour Divines
- Festival du film britannique de Dinard 2023 : Hitchcock de la meilleure interprétation pour Girl[8]